# Belisarius xambeui
El escorpión ciego (Belisarius xambeui) es una especie de escorpión de la familia Troglotayosicidae. Se encuentra a ambos lados del Pirineo Oriental, en las vertientes española y francesa, donde vive entre los 650 y los 1500 m de altitud. En España se encuentra entre el Canigó y La Garrocha. 
Su posición taxonómica no está clara. Después de haber sido situado en varias familias diferentes ha acabado en la familia Troglotayosicidae junto con otra especie troglófila, Troglotayosicus vachoni.

## Morfología
El escorpión ciego es pequeño, mide entre 30 y 40 mm, tiene escaso dimorfismo sexual, es difícil distinguir machos de hembras, tiene un color claro, amarillo pálido, casi traslúcido, muy despigmentando, algo habitual entre los animales que viven en permanente oscuridad. Carece de ojos, pero, al parecer, la pilosidad que tiene en las pinzas le permite detectar a los insectos de los que se alimenta. Su picadura es poco dolorosa.

## Hábitat
Vive en cuevas, grietas y agujeros poco profundos de bosques húmedos. En Cataluña, se ha encontrado en los hayedos de la Grevolosa y de Jordá.

## Etimología
El género procede del general bizantino Belisario, a quien, según la leyenda, el emperador Justiniano dejó ciego. El nombre de la especie viene del naturalista Vincent Xambeu, primero en descubrirlo y catalogarlo en 1879.

## Protección
Está considerado por la Generalidad de Cataluña como especie en peligro de extinción, por alteración del hábitat.